# Preixan
Preixan  ist eine französische Gemeinde mit 637 Einwohnern (Stand 1. Januar 2022) im Département Aude in der Region Okzitanien. Sie gehört zum Arrondissement Carcassonne und zum Kanton Carcassonne-3.

## Nachbargemeinden
Nachbargemeinden von Preixan  sind Couffoulens im Nordosten, Rouffiac-d’Aude im Süden, Montclar im Südwesten und Roullens im Westen.

## Bevölkerungsentwicklung
| Jahr      | 1962 | 1968 | 1975 | 1982 | 1990 | 1999 | 2018 |
| Einwohner | 429  | 403  | 378  | 365  | 431  | 445  | 622  |

## Sehenswürdigkeiten
- Die auf den Fundamenten der ehemaligen Burg errichtete Kirche Saint-Jean